# Шахтарське (Павлоградський район)
Шахтарське (до 2016 року — Тельмана)  — село в Україні, в Богданівській сільській територіальній громаді Павлоградського району Дніпропетровської області. Населення за переписом 2001 року становить 145 осіб.

## Географія
Село Шахтарське розміщене за 3,5 км від правого берега річки Самара і за 3,5 км від села Мерцалівка.

## Економіка
- Шахта «Дніпровська».
- Шахта ім. М. І. Сташкова.